# Хайат Миршад
Хайат Миршад (араб. حياة مرشاد‎; род. в 1988 году) — ливанская активистка, феминистка, журналистка. Соучредитель общественной организации феминисток FE-MALE. Выступает за гендерное равенство в стране.

## Биография
Она окончила Ливанский университет по направлению английская литература и гуманитарный курс гендерного равенства и человеческого развития Американского университета Бейрута.
В 2012 году Хайат основала первый феминистский веб-сайт в Ливане с названием «Sharika wa Laken» («Партнер, ещё не равный»).
В 2007 году она стала соучредителем и одним из директоров некоммерческой общественной организации феминисток FE-MALE. Она также является руководителем отдела по связям с общественностью Демократического собрания ливанских женщин и членом ООН-женщины.

## Награды
В 2020 году Миршад была признана BBC одной из 100 влиятельных женщин года.